# Prana-Film

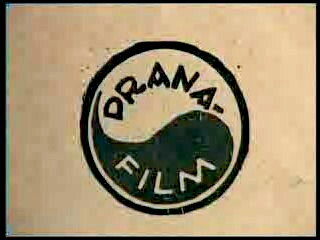
Símbolo da Prana-Film

Prana-Film foi uma produtora cinematográfica alemã que funcionou apenas durante os primeiros anos da década de 1920, na época muda do cinema.
Foi fundada em 1921 por Albin Grau e Enrico Dieckmann. Ambos eram ocultistas e escolheram a palavra Prana porque ela designa, em sânscrito, “energia vital”. Tinha o objetivo de produzir filmes com temas esotéricos.

## Funcionamento
A única obra que a Prana-Film produziu foi Nosferatu, uma sinfonia de horrores, lançada em 1922 por F. W. Murnau. A obra era uma adaptação não-autorizada do romance Drácula, de Bram Stoker, já que a produtora não comprou seus direitos autorais. Na tentativa de evitar processos judiciais, o roteirista Henrik Galeen foi instruído a modificar a história original, o que resultou basicamente na transferência do local onde acontecem os fatos de Londres para a fictícia Wisborg e na renomeação do protagonista como Conde Orlok, embora quase todos os elementos originais tenham sido mantidos.

## O processo movido pela viúva de Bram Stoker
Na época do lançamento do filme, Florence Balcombe, viúva de Bram Stoker, recebeu uma carta anônima em sua casa em Londres. Na carta havia o programa de uma exibição de Nosferatu, uma sinfonia de horrores ocorrida no Marble Garden, localizado no Jardim Zoológico de Berlim, o qual informava que o filme foi baseado livremente em Drácula, de Bram Stoker.
Florence Balcombe, que não fruía mais da mesma condição financeira que no tempo em que seu marido era vivo, ingressou com um processo por violação dos direitos autorais, no qual foi representada por advogados da British Incorporated Society of Authors. Em sua petição judicial, ela exigiu não somente a reparação pecuniária, mas também a destruição imediata de todos os negativos e de todas as películas já reveladas.
O processo durou até julho de 1925, e a sentença foi totalmente favorável às demandas movidas por Florence Balcombe. Vários rolos do filme tiveram de ser encaminhados para ela, e foram queimados. Contudo, muitos já haviam sido distribuídos por todo o mundo, e não foram alcançados por agentes judiciais. Assim, já em 1929, Nosferatu, uma sinfonia de horrores foi exibido em Nova Iorque e em Detroit.

## Sucessão
Desmoralizada e financeiramente debilitada pelo processo ainda em andamento, a Prana-Film entrou em falência em 1923. No mesmo ano, Albin Grau fundou, com outros ocultistas, uma outra produtora cinematográfica, a Pan. Seu primeiro filme produzido foi Sombras, dirigido por Arthur Robison, ainda em 1923.